# Глінкова гвардія
Глінкова гвардія (словац. Hlinkova garda; нім. Hlinka-Garde; скорочено як HG — Глінкова ґарда) — профашистська напіввійськова організація глінкової Словацької народної партії, яка діяла з 8 жовтня 1938 до 8 травня 1945 року. Названа на честь словацького католицького священика та політика клерикально-націоналістичного спрямування Андрія Глінки.

## Історія
Після Першої світової війни та розпаду Австро-Угорщини Словаччина була включена до складу Першої Чехословацької Республіки, створеної за підтримки Антанти. Словацькі націоналісти на чолі з Андрієм Глінкою прагнули до незалежності від Чехії. Для досягнення своєї мети вони створили глінкову Словацьку народну партію.
У 1923 році, в складі партії, була створена напіввійськова організація «Родобрана» (словац. «Rodobrana» — Захист Батьківщини), яка була розпущена владою Чехословаччини у 1927 році. Родобрана була попередником «Глінковой гвардії».
Перші підрозділи «Глінкової гвардії» були створені без дозволу влади як «штурмові загони» глінкової Словацької народної партії. Так у червні 1938 року в Братиславі, у липні — в Трнаві, Нітрі та інших словацьких містах. 8 жовтня 1938 року «Глінкова гвардія» була легалізована, до її обов'язків входило «забезпечення внутрішньої безпеки та правопорядку в автономній Словаччині». Першим командиром став Кароль Сидор. Також Глінкова Словацька народна партія створила молодіжну організацію «Глінкова молодь».
Після Мюнхенської угоди про розподіл Чехословаччини Глінкова Словацька народна партія активізувала сепаратистську діяльність, зокрема 10 жовтня 1938 року партія проголосила в Жиліні автономію Словаччини.
Декрет уряду Йозефа Тисо від 29 жовтня 1938 року проголосив «Глінкову гвардію» єдиною організацією, в якій словацька молодь могла проходити парамілітарний вишкіл. Хоча як привід до основи була вказана «військова підготовка молоді», незабаром «Глінкова гвардія» стала реальною силою у Словаччині. Вона стала викоувати поліцейські обов'язки та проводити силові акції проти євреїв, чехів, циганів та комуністів.
2 листопада 1938 року, в результаті Першого Віденського арбітражу Угорщина анексувала у Словаччини південну її частину. На початку листопада 1938 року «Глінкова гвардія» займалася депортацією євреїв південної Словаччини на територію, яку передавали угорцям.
13 березня 1939 року Гітлер на зустрічі з Тисо запропонував йому проголосити самостійність Словаччини, в іншому випадку Словаччина мала бути розділена між Польщею та Угорщиною. 14 березня 1939 року була проголошена Перша Словацька Республіка, а на наступний день війська Третього Рейху окупували Чехію, Моравію та чеську Сілезію.
На початку березня 1939 року в Ружомбероку була відкрита перша старшинська школа «Глінкової гвардії». Постановою Уряду від 5 вересня 1939 року повноваження «Глінкової гвардії» були значно розширені та встановлено обов'язкове членство в організації усього чоловічого населення у віці від 6 до 60 років. Відмова чи уникнення від членства у «Глінковій гвардії» каралося позбавлення волі від 5 до 20 років.
З 1941 року члени «Глінкової гвардії» проходили тренування в таборах СС у Німеччині. У 1942 році «Глінкова гвардія» проводила «аризацію майна» з висилкою євреїв до концтаборів.
У серпні 1944 року під час Словацького народного повстання німецьке командування використовували «Глінкову гвардію» в боях проти словацьких партизан. З вересня 1944 року «Глінкова гвардія» стала складовою частиною збройних сил безпеки при Міністерстві національної оборони Першої словацької республіки.
8 травня 1945 року «Глінкова гвардія» була розпущена, багато членів були засуджені.
Декілька загонів «Глінковой гвардії» продовжували партизанські дії проти радянських окупаційних військ та чехословацької комуністичної влади вже після капітуляції Третього Рейху. Вони базувалися у гірських масивах Карпат та продовжували бойові дії до 1948 року.

## Структура «Глінкової гвардії»
Членство у резерві «Глінкової гвардії» було обов'язково для всіх членів глінківської Словацької народної партії. Партійці чоловічої статі, у віці 18-60 років, проходили періодичні навчальні збори. Активними членами «Глінкової гвардії» могли стати добровольці у віці від 20 до 35 років.

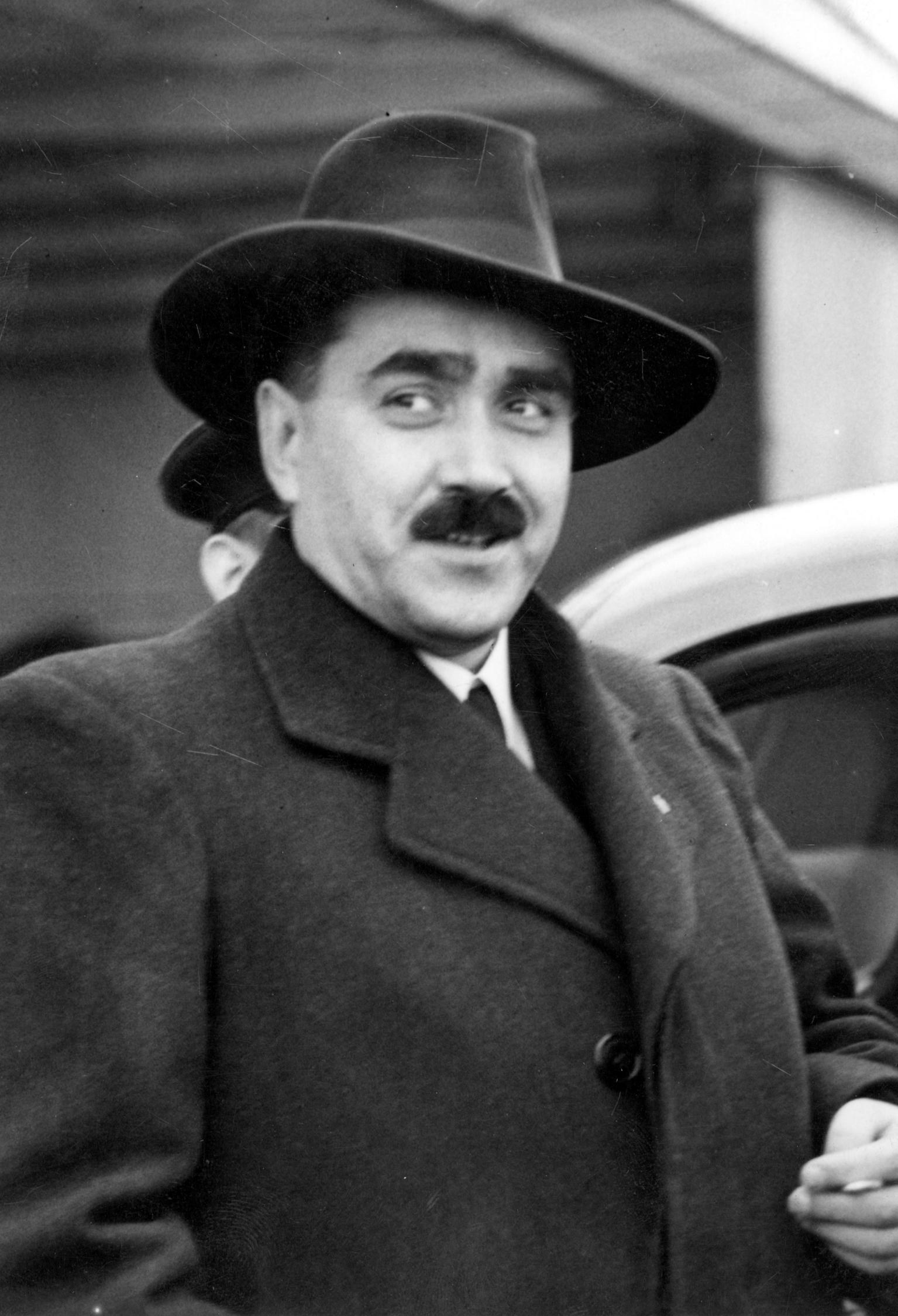
Кароль Сидор, перший командир «Глінковой гвардії»

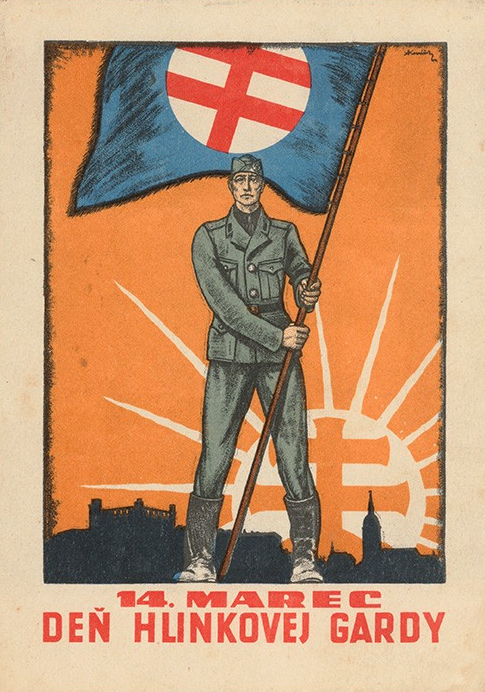
Агітаційний плакат Глінкової гвардії "14 березня День Глінкової гвардії", 1939

Організаційно «Глінковка гвардія» ділилася на територіальні «skupiny» («дивізіони»), що складалися з «cety» (чот), які іноді з'єднувалися у «roty» (роти). Чисельно дивізіони могли налічувати від декількох десятків до декількох сотень бойовиків. Дисципліна «Глінковой гвардії» була встановлена за зразком військової, при чому найсуворішим покаранням за її порушення вважалося вигнання з лав організації.

### Звання
Після 1939 року були введені нові звання у «Глінковій гвардії»:
- Gardista — гвардієць;
- Svobodnik — старший солдат;
- Desatnik — десятник;
- Četar — четар;
- Velitel čety — командир чоти;
- Velitel roty — командир роти;
- Velitel skuriny — командир дивізіону;
- Velitel praporu — командир прапора (куреня);
- Velitel pluku — командир полку;
- Velitel divize — командир дивізії;
- Sborovi velitel — командир корпусу;
- Hlavni velitel — головнокомандувач;
- Najvyšši velitel — найвищий головнокомандувач.

Корпусів у «Глінковой гвардії» не було, це звання носили міністри в уряді. При цьому особовий та молодший офіцерський склад «Глінковой гвардії» знаходився у резерві та проходив регулярні навчальні збори, а службові функції виконував вахтовим методом без відриву від основної роботи чи навчання.
«Гвардії» були виділені до 30 тисяч одиниць легкої стрілецької зброї, сотні одиниць автотранспорту та досить обмежена кількість важкого озброєння.

### Організаційна структура
До кінця 1939 року організаційна структура «Глінковой гвардії» була такою:
- «Глінкова молодь» (словац. «Hlinkova mládež») — юнацько-молодіжний підрозділ, зі структурними відділеннями для 6-10, 11-16 та 17-20 років та окремо за статевою ознакою[9][10];
- «Глінкова гвардія» 1-го класу — чоловіки 20-35 років;
- «Глінкова гвардія» 2-го класу — чоловіки 36-60 років;
- «Академія Глінковой гвардії» (словац. «Akademicka Hlinkova garda») — мережа вишколів та курсів для підготовки командних й політичних кадрів[11];
- «Доправна Глінковой гвардії» (словац. «Dopravna Hlinkova garda») — кадрові технічні та транспортні підрозділи, в тому числі льотні;
- «Закордонна Глінкова гвардія» (словац. «Zahranicna Hlinkova garda») — підрозділ для представників діаспори, який мав відділення у Третьому Рейху, Угорщині, Румунії та Хорватії, а до 1942 року в США, з 1944 року в Швейцарії та Іспанії;
- «Родобрана» (словац. «Rodobrana») — ветеранський підрозділ, який об'єднував учасників партійної організації «Родобрана», яка існувала у 1923—1938 роках. Члени «Родобрана» зачасту займали відповідальні посади в інших структурних підрозділах.
- «Надзвичайні відділи Глінкової гвардії[sk]» (словац. Pohotovostné oddiely Hlinkovej gardy) — підрозділ, який був створений 8 серпня 1944 року, та брав участь в боях проти словацьких партизан та у каральних операціях проти цивільного населення під час Словацького народного повстання [7].

### Чисельність
Максимальної чисельності «Глінкова гвардія», приблизно у 120 тисяч членів організація, досягла після Словацько-угорської війни 1939 року.

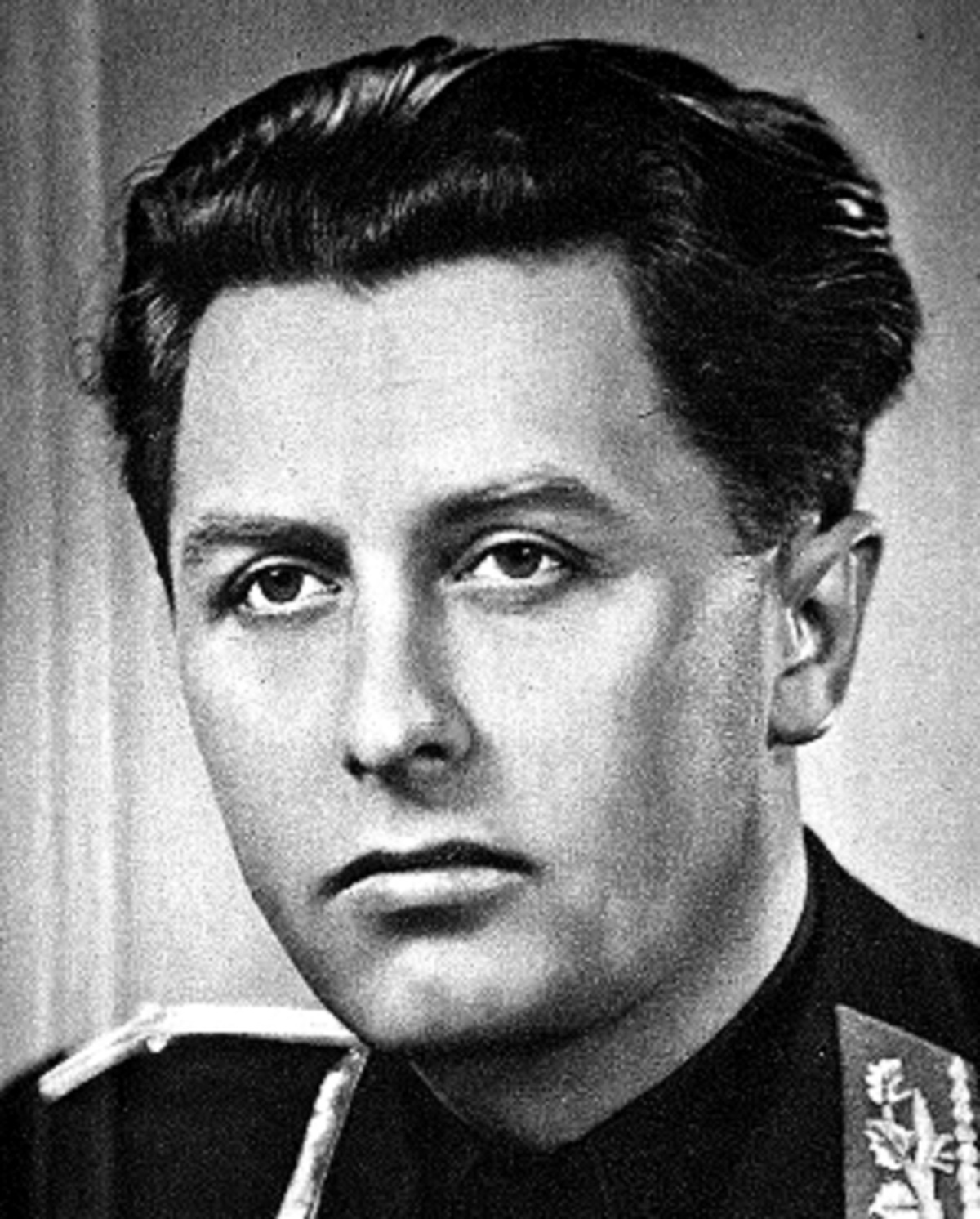
Олександр Мах

| поч.1938 | кін.1938 | 1939      | 1942     |
| 27 682   | ↗ 60 000 | ↗ 120 000 | ↘ 56 000 |

### Командири
Найвищим головнокомандувачем формально був голова глінківської Словацької народної партії — монсеньйор Йозеф Тисо, проте безпосереднє керівництво здійснював командувач професор Войтех Тука. Він показав себе непоганим організатором, хоча деколи цьому академічному вченому не вистачало рішучості.
У 1939 командиром «Глінкової гвардії» став словацький фашист Олександр Мах. Влітку 1945 року американці видали чехословацькій владі Олександра Маха. У 1947 році він був засуджений на 30-річний тюремний термін за військові злочини. Згодом покарання було замінені на 25 років ув'язнення а після 23 років перебування у в'язниці він був амністований. Після амністії та звільнення з в'язниці він мешкав у Братиславі та писав спогади.
Отомар Кубала був останнім командиром «Глінковой гвардії». Здався американським військам на півдні Чехії, та був переданий чехословацькій владі. 4 серпня 1946 року був засуджений до смертної кари за злочини проти людства. 28 серпня 1946 року він був розстріляний.
| № | Командир (Sborovi velitel) | Початок         | Кінець          |
| - | -------------------------- | --------------- | --------------- |
| 1 | Кароль Сидор               | 6 жовтня 1938   | 14 березня 1939 |
| 2 | Олександр Мах              | 14 березня 1939 | 21 травня 1940  |
| 3 | Франтішек Ґалан            | 21 травня 1940  | 29 липня 1940   |
| 4 | Олександр Мах              | 29 липня 1940   | 5 вересня 1944  |
| 5 | Отомар Кубала              | 5 вересня 1944  | 8 травня 1945   |